# Rindfleischetikettierungsüberwachungsaufgabenübertragungsgesetz
Слово Rindfleischetikettierungsüberwachungsaufgabenübertragungsgesetz (слухатиⓘ) має 63 літери. Ця назва — приклад майже необмеженого словотворення шляхом з'єднання іменників у німецькій мові.
1999 року парламент німецької федеральної землі Мекленбург — Передня Померанія розглянув проект закону під назвою Rinderkennzeichnungs-und Rindfleischetikettierungsüberwachungsaufgabenübertragungsgesetz (скорочено  RflEttÜAÜG), що перекладається як «Закон про передачу обов'язків контролю маркування яловичини». Слово складається з 7 частин: Rind-fleisch-etikettierungs-überwachungs-aufgaben-übertragungs-gesetz
(вимовляється приблизно як «риндфляйш'етикетірунґс'убервахунґс'ауфґабен'убертраґунґсґезетц», тут апостроф позначає роздільне звучання приголосної і наступної голосної)
«Спільнота німецької мови» (нім. Gesellschaft für deutsche Sprache) запропонувало це слово як «Слово року», але словом 1999 року стало «Millennium».
Німецька Вікіпедія дає посилання на ще довше слово (79 літер): Donaudampfschiffahrtselektrizitätenhauptbetriebswerkbauunterbeamtengesellschaft. Воно перекладається українською мовою як «Товариство службовців молодшої ланки органу з нагляду за будівництвом при головному управлінні електричного обслуговування дунайського пароплавства»  .
Слова такої довжини не є поширеними в німецькій мові. Коли закон унесли на розгляд до парламенту, депутати відреагували сміхом, а міністр Тілль Бакгаус, який виступав з доповіддю, перепросив за «можливо, надмірну довжину».
Також у німецькій мові дуже довгими є числа, записані літерами. Числа, менші від мільйона, записуються одним словом. Наприклад, 957 німецькою — neunhundertsiebenundfünfzig (вимовляється приблизно як «нойнхундатзібен'ундфюнфціхь»). Найдовший з німецьких однослівних числівників — 777777-й, siebenhundertsiebenundsiebzigtausendsiebenhundertsiebenundsiebzigster («Зібенхундартзібен'ундзібціхьтаузендзібенхундертзібен'ундзібціхьстер»), 69 букв.